# Iglesia de San Acisclo y Santa Victoria (Gironella)
La iglesia de San Acisclo y Santa Victoria de Gironella (en catalán Sant Iscle i Santa Victòria de Gironella) es una antigua iglesia parroquial del antiguo pueblo de Gironella, del antiguo término de Malpàs, actualmente perteneciente al término del Pont de Suert. Tiene la categoría de parroquial y está agrupada al Pont de Suert.

## Características
Es una pequeña iglesia de una sola nave, cubierta con bóveda de cañón, y ábside semicircular al este. La nave es poco más gruesa que el ábside. No tiene ornamentación exterior y, aparte de la puerta, en el medio, tiene dos ventanas, una al este y la otra al oeste. La del ábsido es de una sola vertiente, y la de la fachada oeste, recta.